# Араваки
Терминът аравак се използва като наименование на различните етнически групи, с които се сблъскват испанците в Южна Америка и на Карибските острови през 1492 г. и по-късно.
Те включват индианците таино, които населяват Антилите и Бахамските острови, непоя и сипойо от Тринидад и др. Тези групи принадлежат към аравакското езиково семейство и са местното население, което Христофор Колумб среща, когато за пръв път пристига в Америка. Испанците ги описват като мирни хора.